# Centre for Food Safety
Centre for Food Safety (CFS; chinesisch 食物安全中心, Pinyin Shíwù Ānquán Zhōngxīn, Jyutping Sik6mat6 On1cyun4 Zung1sam1 – „Zentrum für Lebensmittelsicherheit“) ist die Behörde für Lebensmittelsicherheit der Regierung von Hongkong. Seine Aufgabe besteht darin, durch dreigliedrige Zusammenarbeit zwischen Regierung, Lebensmittelhandel und Verbrauchern sicherzustellen, dass Lebensmittel sicher und genusstauglich sind. Das CFS wurde im Mai 2006 unter der Food and Environmental Hygiene Department (FEHD, deutsch Abteilung Lebensmittel- und Umwelthygiene) des Food and Health Bureau (FHB, deutsch Lebensmittel- und Gesundheitsamtes) gegründet. Im Zuge der Neuorganisation der Regierungsstruktur 2022 wurde das Food and Health Bureau (FHB) durch das neu gegründete Environment and Ecology Bureau (EEB, deutsch Amt für Umwelt und Ökologie) ersetzt.

## Geschichte
Nachdem mehrere Lebensmittelsicherheitsvorfälle wie z. B. ein Ausbruch von Streptococcus suis oder Malachitgrün kontaminierte Süßwasserfische aufgetreten waren, wurden 2005 Pläne zur Bildung einer separaten Behörde vorgestellt, die sich speziell mit der Lebensmittelsicherheit befassen sollte. Bei der ursprünglichen Konzeption sollte das Zentrum eine ähnliche Struktur wie das Centre for Health Protection („Zentrum für Gesundheitsschutz“) haben und Experten aus verschiedenen Bereichen zusammenbringen, um Fragen der Lebensmittelsicherheit anzugehen.
Ein Vorschlag für das Zentrum wurde am 18. Januar 2006 vom Hongkonger Legislativrat mit Bedenken hinsichtlich einer Marginalisierung von Tierärzten und mangelnder Klarheit abgelehnt.
Innerhalb der ersten Monate nach der Einrichtung des Zentrums beschwerten sich die Gesetzgeber darüber, dass das Zentrum zu wenig getan habe, um die Lebensmittelsicherheit in Hongkong wirksam zu kontrollieren.

## Logo
Im Zentrum des Logos steht die orange Farbe der Abteilung, flankiert von der grünen Farbe, die "Sicherheit und Hoffnung" darstellt. Die Buchstaben „C“, „F“ und „S“ sind die Abkürzung für Center for Food Safety.

## Leiter des Centre for Food Safety
| Name                   | Jahrgang | Langzeichen | Kurzzeichen | Pinyin       | Jyutping       | Bild | Signatur | Amtsbeginn    | Amtsende       | Dienstherr                                                       | Quelle |
| ---------------------- | -------- | ----------- | ----------- | ------------ | -------------- | ---- | -------- | ------------- | -------------- | ---------------------------------------------------------------- | ------ |
| Sin-ping Mak           | —        | 麥倩屏      | 麦倩屏      | Mài Qiànpíng | Mak6 Sin3ping1 | —    | —        | 1. Mai 2006   | 30. Sept. 2007 | Eddy Yuk-tak Chan                                                | —      |
| Constance Hon-yee Chan | * 1961   | 陳漢儀      | 陈汉仪      | Chén Hànyí   | Can4 Hon3ji4   |      |          | 1. Okt. 2007  | 31. Mai 2012   | Eddy Yuk-tak Chan Warner Wing-hing Cheuk Clement Cheuk-man Leung | —      |
| Gloria Lai-fan Tam     | —        | 譚麗芬      | 谭丽芬      | Tán Lìfēn    | Taam4 Lai6fan1 | —    | —        | 1. Juni 2012  | 30. Juni 2017  | Clement Cheuk-man Leung Vivian Lee-kwan Lau                      | —      |
| Philip Yuk-yin Ho      | —        | 何玉賢      | 何玉贤      | Hé Yùxián    | Ho4 Juk6jin4   | —    | —        | 1. Juni 2017  | 31. März 2020  | Vivian Lee-kwan Lau                                              | —      |
| Edwin Lok-kin Tsui     | —        | 徐樂堅      | 徐乐坚      | Xú Lèjiān    | Ceoi4 Lok1gin1 | —    | —        | 1. April 2020 | 31. Sept. 2021 | Vivian Lee-kwan Lau Irene Bick-kwan Young                        | —      |
| Christine Wang Wong    | —        | 黃宏        | 黄宏        | Huáng Hóng   | Wong4 Wang4    | —    | —        | 1. Okt. 2021  | —              | Irene Bick-kwan Young                                            | —      |

Quelle: Centre for Food Safety, Government Telephone Directory

## Fußnote
1. ↑  Der direkter Dienstherr des Centre for Food Safety (CFS) ist der Leiter des „Aufsichtsbehörde für Lebensmittel- und Umwelthygiene“ englisch Food and Environmental Hygiene Department (FEHD). Der oberste Dienstherr der „CFS“ ist der Leiter des „Amts für Umwelt und Ökologie“ englisch Environment and Ecology Bureau (EEB): Vor 2022 war der Leiter der Vorgängerbehörde der Leiter des „Lebensmittel- und Gesundheitsamtes“ englisch Food and Health Bureau (FHB) der oberster Dienstherr der „CFS“.